# Ramfis Trujillo
Rafael Leónidas Trujillo Martínez (5 de junho de 1929 – Madrid, 27 de dezembro de 1969) foi um militar (tenente-general) da República Dominicana. Filho de Rafael Leónidas Trujillo, Rafael Trujillo, assim como seu amigo (e por um tempo cunhado), Porfirio Rubirosa, era considerado por muitos como um playboy irresponsável e mimado, porém também é lembrado por sua brutalidade e crueldade. Ele assumiu o controle da República Dominicana em 30 de maio de 1961, depois que seu pai foi assassinado. Entretanto, ele ficou menos de um ano no poder, sendo forçado ao exílio ainda em 1961. Morreu oito anos depois, na Espanha.